# Mutiloa
Mutiloa è un comune spagnolo di 158 abitanti situato nella comunità autonoma dei Paesi Baschi.